# Страстоцвет
Страстоцве́т или Пассифло́ра (лат. Passíflōra) — род растений семейства Страстоцветные. Включает более 500 видов.

## Этимология
Пассифлоры были среди первых цветов Нового Света, попавших в сады Европы. Первое известное описание пассифлоры дал в 1553 году Педро Сьеса де Леон, описав «гранадильи» (granadillas), росшие в Колумбии. Granadilla в переводе с испанского означает «маленький гранат».
Тут в головах заметил я цветок;

Загадочный — лиловый с золотистым,

Он странен был, но каждый лепесток

Проникнут был очарованьем чистым.

В ту ночь, когда лилася кровь Христа

(В народе есть предание об этом) —

Впервые он расцвёл в тени креста

И потому зовётся страстоцветом,

Как будто бы в застенке палача,

На нём видны орудья мук Христовых:

Всё, от креста, верёвок и бича,

До молота — с венцом из игл терновых.
Zu Häupten aber meiner Ruhestätt'

Stand eine Blume, rätselhaft gestaltet,

Die Blätter schwefelgelb und violett,

Doch wilder Liebreiz in der Blume waltet.

Das Volk nennt sie die Blume der Passion

Und sagt, sie sei dem Schädelberg entsprossen,

Als man gekreuzigt hat den Gottessohn,

Und dort sein welterlösend Blut geflossen.

Blutzeugnis, heißt es, gebe diese Blum',

Und alle Marterinstrumente, welche

Dem Henker dienten bei dem Märtyrtum,

Sie trüge sie abkonterfeit im Kelche.

Ja, alle Requisiten der Passion

Sähe man hier, die ganze Folterkammer,

Zum Beispiel: Geißel, Stricke, Dornenkron',

Das Kreuz, den Kelch, die Nägel und den Hammer.

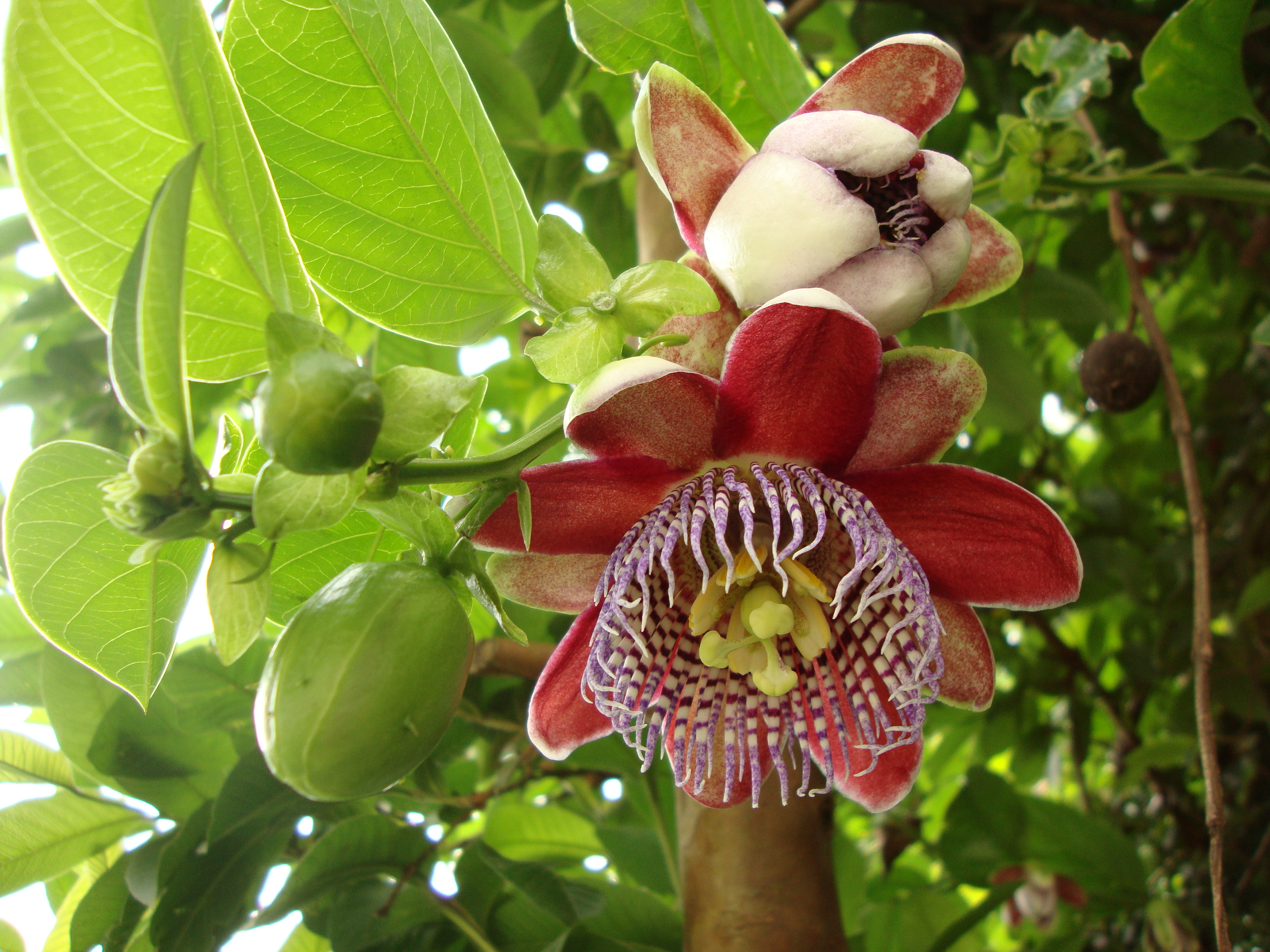
Passiflora alata

В 1610 году изображение цветка пассифлоры попало в руки итальянского историка и религиозного деятеля Джакомо Босио. Босио начал собирать и другие описания и изображения цветка, привозимые мексиканскими иезуитами, и в том же году опубликовал доклад «Della Trionfante e Gloriosa Croce», где описал цветок пассифлоры как наглядное воплощение Страстей Христовых. Три рыльца пестика символизировали гвозди, которыми были прибиты к кресту ступни и руки Христа. Внешняя корона олицетворяла терновый венец, тычинки — пять ран. Семьдесят две венечные нити внутренней короны были приняты за количество шипов тернового венца. Копьевидные листья обозначили копьё, пронзившее Христа. Желёзки, найденные на обратной стороне листа, должны были означать тридцать сребреников, полученных Иудой за предательство. Эти сравнения дали повод к названию растения Passiflora, от латинского «passio» — страдание и «flos» — цветок. Русское название Страстоцвет является переводом латинского названия (страсть + цветок), а Пассифлора — транслитерацией латинского названия. Позже предпринимались и другие попытки найти религиозные символы в различных частях растения.

## Распространение
Большая часть видов растёт в тропической Америке, особенно в Бразилии и Перу, немногие виды встречаются в тропической Азии и Австралии, в Средиземноморье, а один вид — на острове Мадагаскар. Культивируется в условиях субтропического климата в Закавказье.

## Ботаническое описание

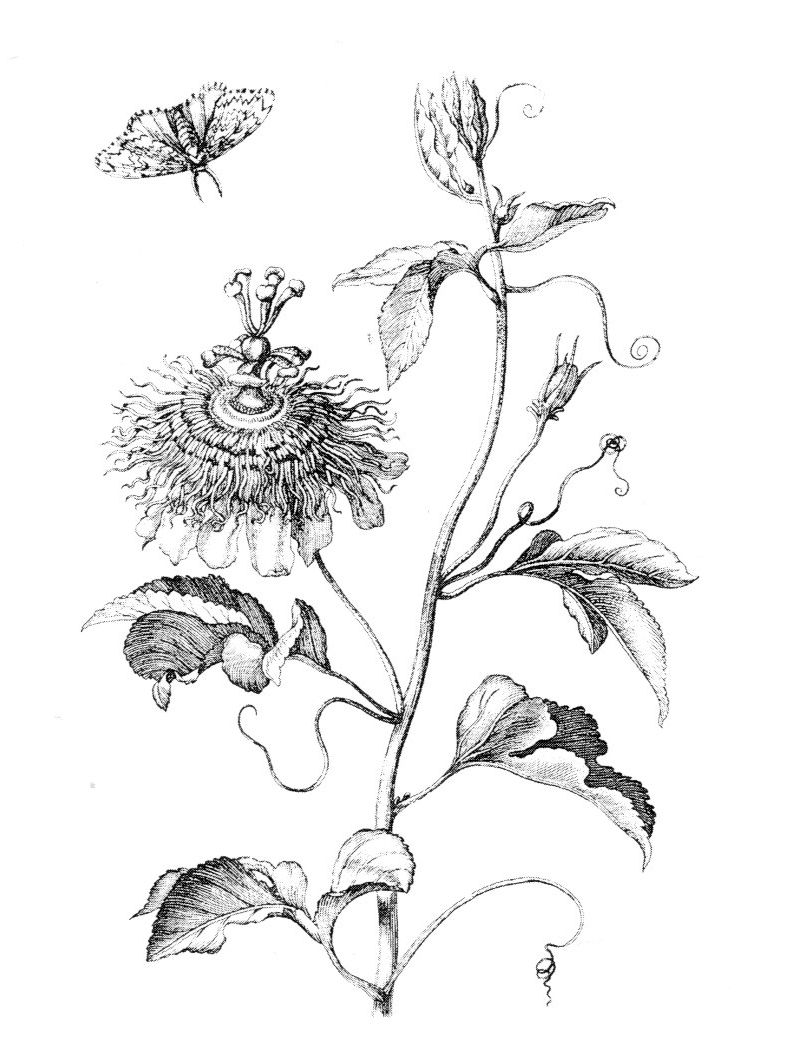
Страстоцвет мясо-красный. Ботаническая иллюстрация Марии Сибиллы Мериан. 1675

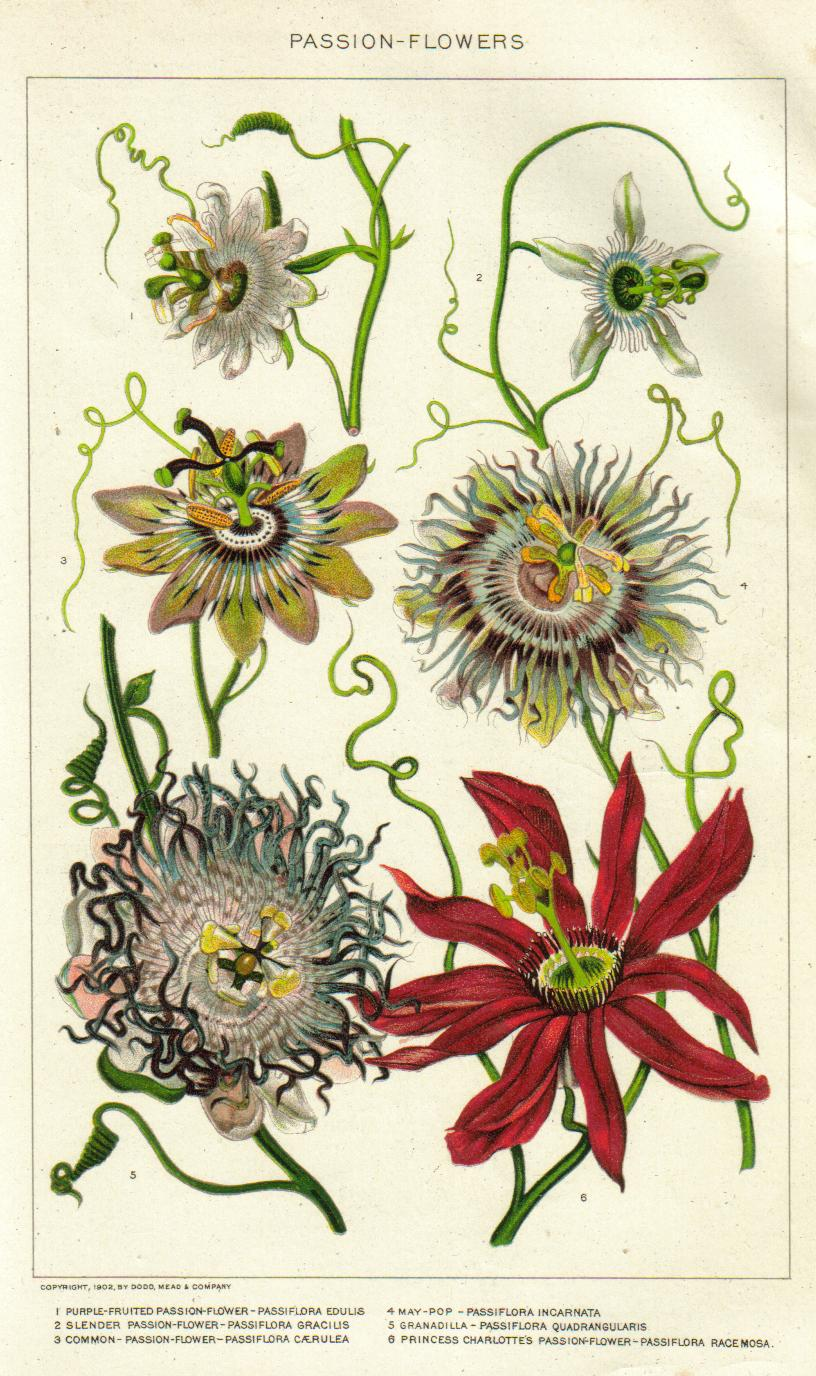
Цветки страстоцветов (слева направо сверху вниз):
съедобного, грациевидного,
голубого, телесноцветного,
четырёхгранного, кистевидного

Лазящие кустарники или многолетние и однолетние травянистые растения.
Листья простые, цельные или дольчатые.
Цветки пазушные, на длинных цветоножках, крупные, до 10 см в диаметре, у многих видов ароматные. Лепестков пять, они ярко окрашены. Чашелистиков пять (внешне почти не отличимы от лепестков), снабжены маленьким отростком на средней жилке. Между околоцветником и тычинками расположены рядами ярко окрашенные нити или чешуи, образующие так называемую корону. Прицветники крупные.
На черешках или листьях подавляющего большинства видов есть желёзки, выделяющие специальную жидкость, привлекающую муравьёв (муравьи нужны пассифлорам для защиты от гусениц бабочек-геликоний — основных вредителей пассифлор в естественных условиях обитания). Форма и расположение желёзок специфична для каждого вида. Некоторые виды в недавнее время «научились» формировать выросты, имитирующие яйца бабочек, это отпугивает последних, не давая им отложить настоящие яйца. То, что эти виды появились относительно недавно, используется как одно из доказательств эволюции.

## Хозяйственное значение и применение
Полностью созревшие плоды некоторых видов (например, Страстоцвет голубой, Passiflora suberosa, Страстоцвет съедобный) пригодны в пищу. Съедобные плоды этих растений известны как маракуйя.
Все виды в северном климате можно выращивать как декоративнолиственные или красивоцветущие в комнатах или оранжереях, при условии обеспечения достаточной освещённости и температуры зимой; правда, некоторые из них сложны для начинающих, а выращивание отдельных видов представляет трудность даже для любителей-коллекционеров со стажем. Более выносливые виды, например, Страстоцвет голубой (пассифлора caerulea с красочными цветами до 8 см диаметров и пальчато-рассечёнными листьями до 10 см шириной), пассифлору четырёхгранную или грандиллу (quadrangularis). Пассифлору голубая, Страстоцвет мясо-красный, Страстоцвет вонючий уже в средней Европе, а тем более на юге (в России — Краснодарский край, Приморье) можно выращивать в открытом грунте.
Цветут продолжительно и обильно в мае — сентябре. Температурная группа умеренная или тёплая.
Размножение черенками, реже семенами. Черенки срезают с двумя листьями и высаживают в субстрат, состоящий из торфа и песка. При температуре 20 °C укоренение происходит в течение месяца. После укоренения растения пересаживают в 9—12-сантиметровые горшки. Земляная смесь: дерновая или компостная земля — одна часть, торфяная — одна часть, перегнойная — одна часть. Побегам требуется опора. Местоположение солнечное, полив обильный. В период покоя в декабре — январе для видов, произрастающих в горных районах, температура может быть снижена до 8—10 °C. Цветение происходит на побегах текущего года. После отцветания побеги обрезают до основания, а осенью удаляют не вызревшие побеги, в противном случае сильная лиана заполняет собой всё пространство. Прореживание побегов обеспечивает обильность цветения. В период вегетации ежедекадно делают подкормку коровяком и полным минеральным удобрением. Растения не выносят сквозняков.
В комнатных условиях необходимо  опрыскивать растение, зимой поддерживать температуру не ниже 7-12 градусов. Растение светолюбиво. Летом обильно, желательно ежедневно поливать, зимой полив уменьшают. Пересаживают ежегодно весной. Размножение стеблевыми черенками летом или семенами весной. Листья глубокорассечённые, на стеблях - усики, цветение летнее, недолговечное.
| |  |  |  |  |  |  |
| Плоды страстоцветов: съедобного, крылатого, четырёхгранного, язычкового, голубого, вонючего, пробкового |  |  |  |  |  |  |

## Лечебные свойства
Трава многих страстоцветов обладает лекарственными свойствами и используется в народной медицине. Например, пассифлору, известную под названием «летучая мышь», индейцы в конце XVI века использовали для лечения заболеваний печени; Passiflora sexocellata — от глазных болезней; другие виды — как слабительное.

## Ботаническая классификация

### Виды
- Passiflora alata Curtis — Страстоцвет крылатый, или Бразильская маракуйя
- Passiflora biflora Симс — Страстоцвет двуцветковый
- Passiflora caerulea L. — Страстоцвет голубой, или Кавалерская звезда
- Passiflora cincinnata L. — Цветочная страсть
- Passiflora coccinea Aubl. — Страстоцвет шарлахоцветный
- Passiflora coriacea Juss.
- Passiflora edulis — Страстоцвет съедобный, или Пассифлора съедобная, или Гранадилла пурпурная, или Маракуйя
- Passiflora foetida L. — Страстоцвет изменчивый, или Страстоцвет вонючий
- Passiflora gibbertii L. — Страстоцвет Гибберта
- Passiflora gracilis J.Jacq — Страстоцвет грациевидный
- Passiflora incarnata L. — Страстоцвет мясо-красный
- Passiflora laurifolia A.Juss. — Страстоцвет лавролистный, или Жёлтая гранадилла
- Passiflora ligularis A.Juss. — Страстоцвет язычковый, или Сладкая гранадилла, или Пассифлора язычковая
- Passiflora maliformis L. — Страстоцвет яблоковидный, или Чулюпа
- Passiflora mollissima (Kunth) L.H.Bailey — Страстоцвет мягчайший, или Пассифлора нежнейшая, или Банановая гранадилла, или Пассифлора банановая
- Passiflora pinnatistipula Juss. — Страстоцвет перистоприлистниковый, или Пассифлора токсония
- Passiflora quadrangularis L. — Гигантская гранадилла, или Страстоцвет четырёхгранный, или Пассифлора четырёхгранная
- Passiflora racemosa Brot. — Страстоцвет кистевидный
- Passiflora suberosa L. — Страстоцвет пробковый, или Чёртова тыква
- Passiflora tricuspis H.Karst. — Страстоцвет изящный
- Passiflora trifasciata L. — Страстоцвет трёхполосный
- Passiflora tripartita L. — Страстоцвет сливовый, или Пассифлора рождественская

### Синонимы
- Anthactinia Bory ex M.Roem.
- Asephananthes Bory
- Baldwinia Raf.
- Ceratosepalum Oerst.
- Cieca Medik.
- Decaloba M.Roem.
- Disemma Labill.
- Granadilla Mill.
- Monactineirma Bory
- Murucuja Medik.
- Pentaria M.Roem.
- Poggendorffia H.Karst.
- Tacsonia Juss.
- Tetrastylis Barb.Rodr.

## Галерея

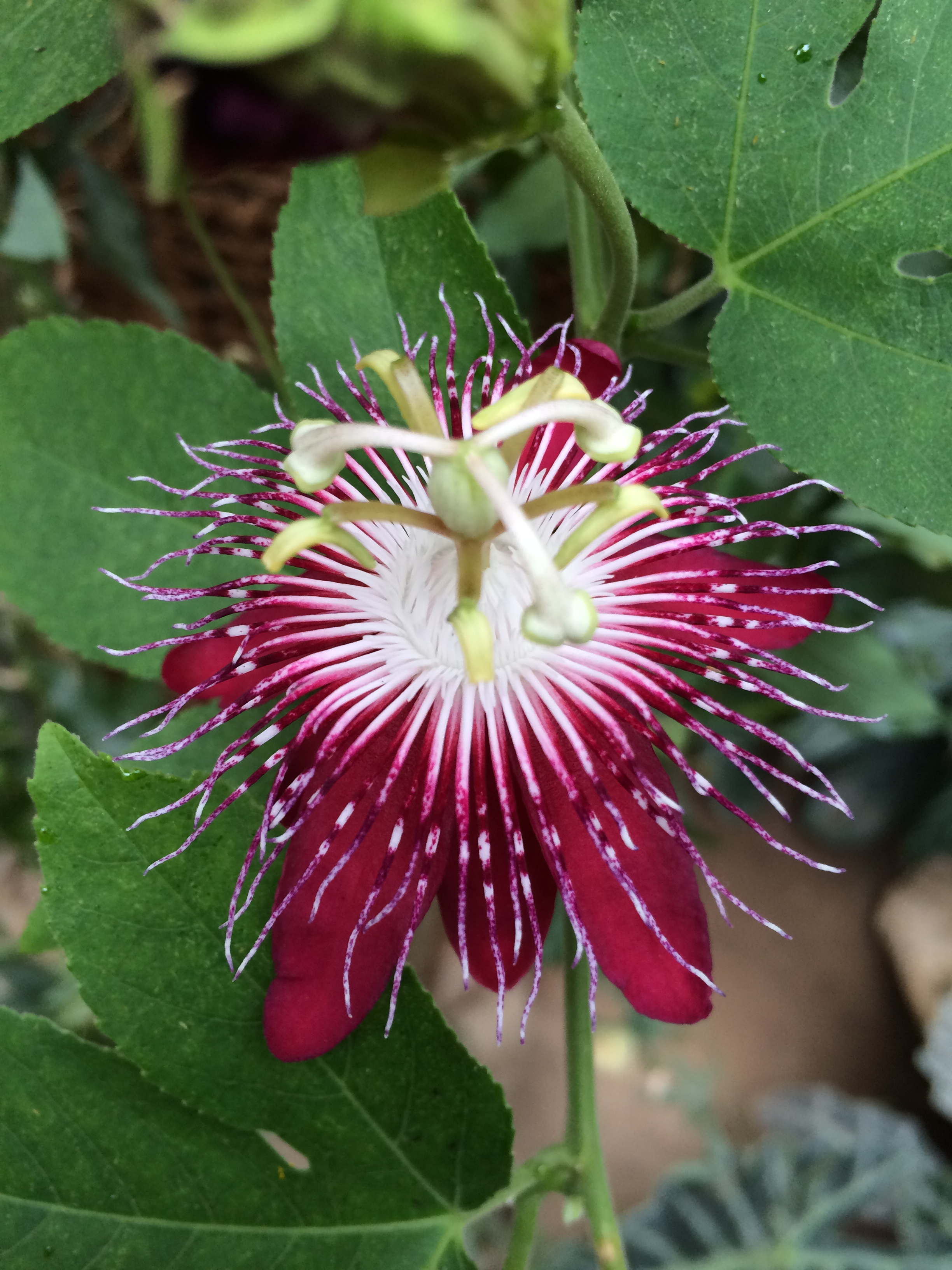
Passiflora 'Lady Margaret'
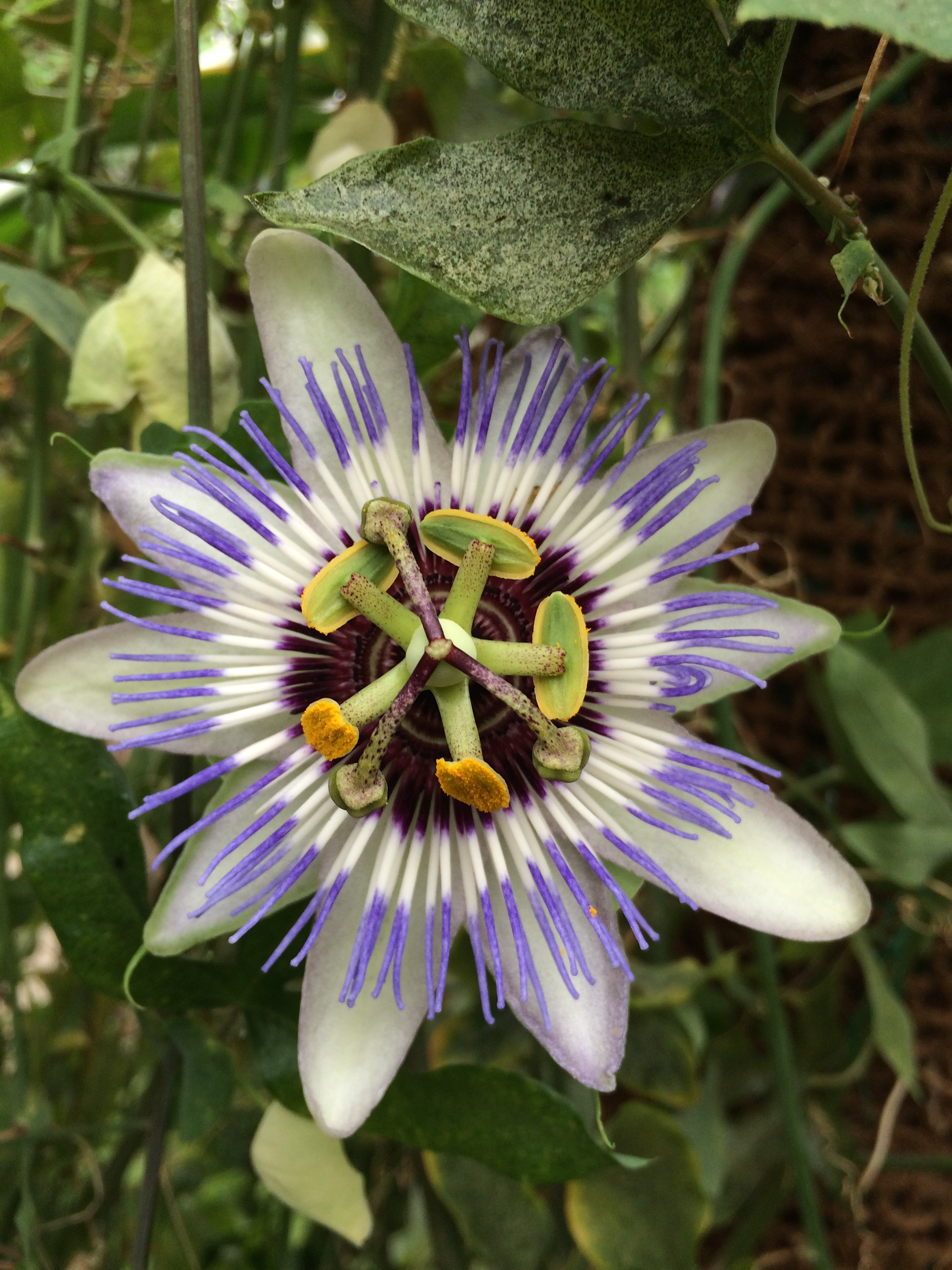
Passiflora caerulea
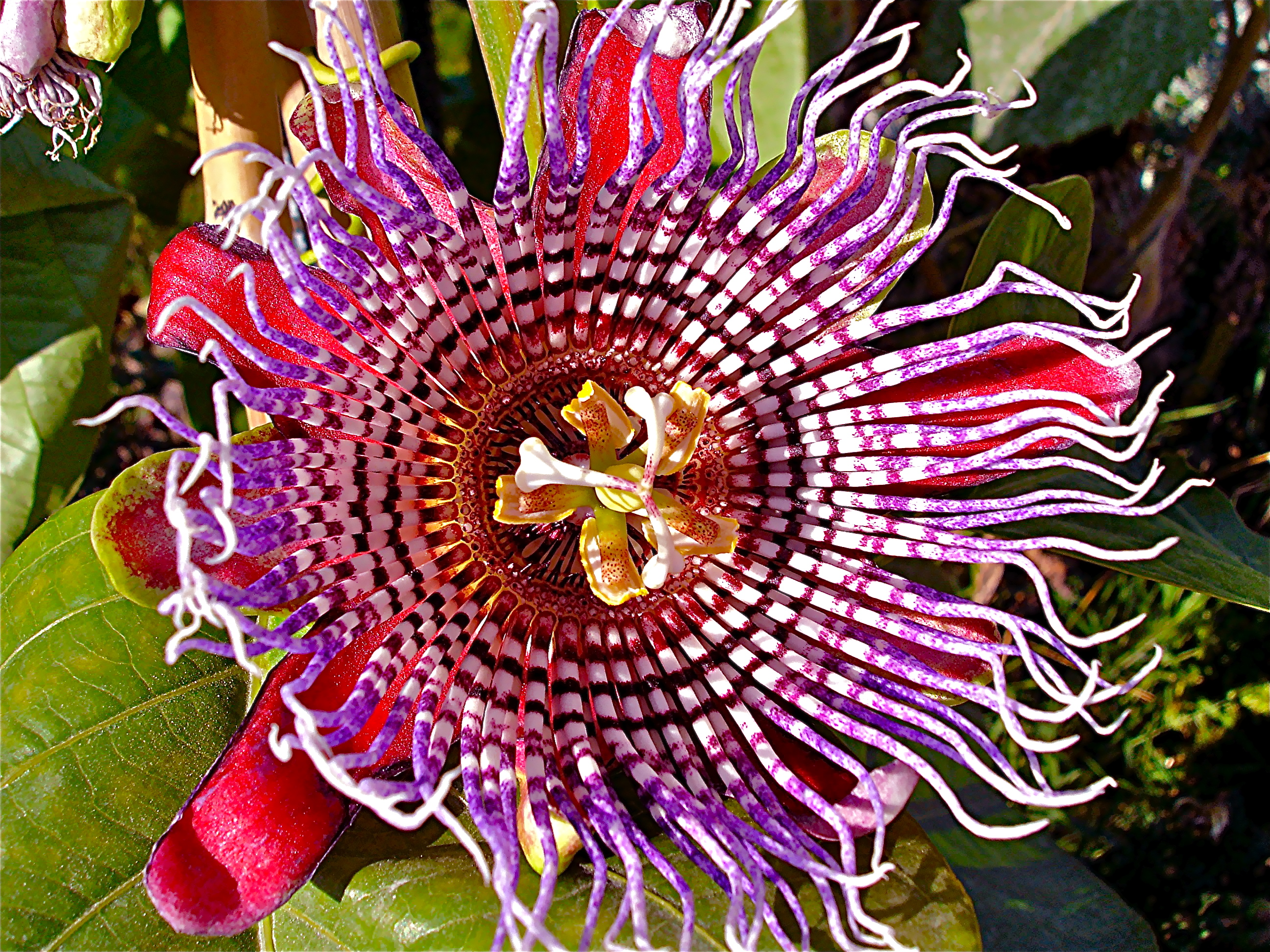
Гигантская гранадилла
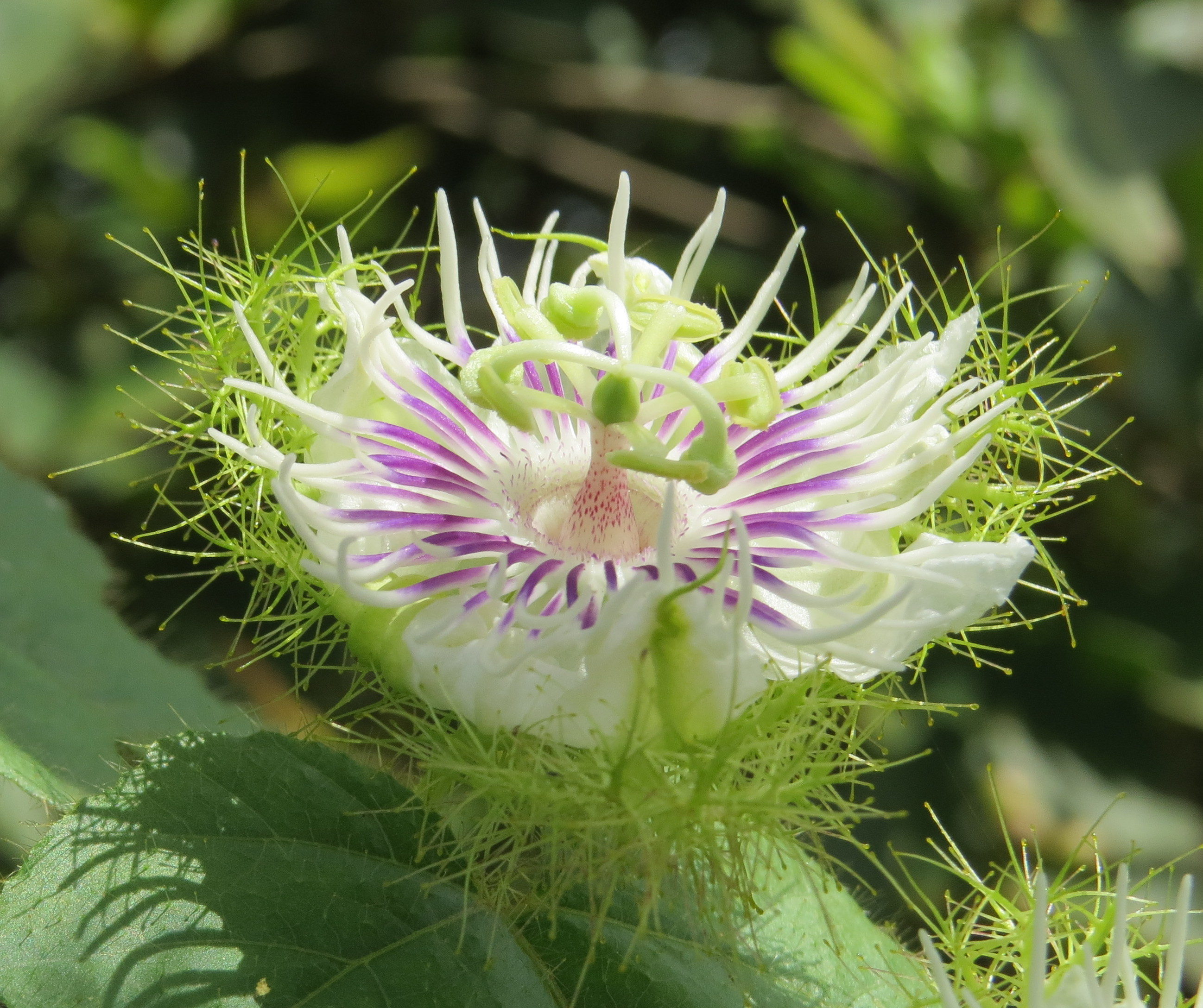
Passiflora foetida
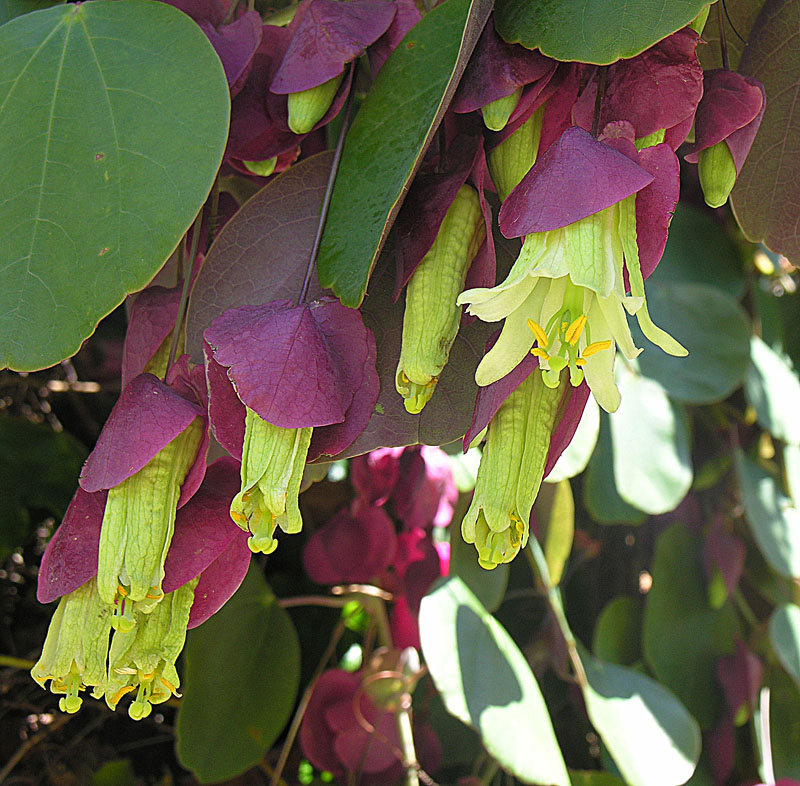
Passiflora membranacea[англ.]
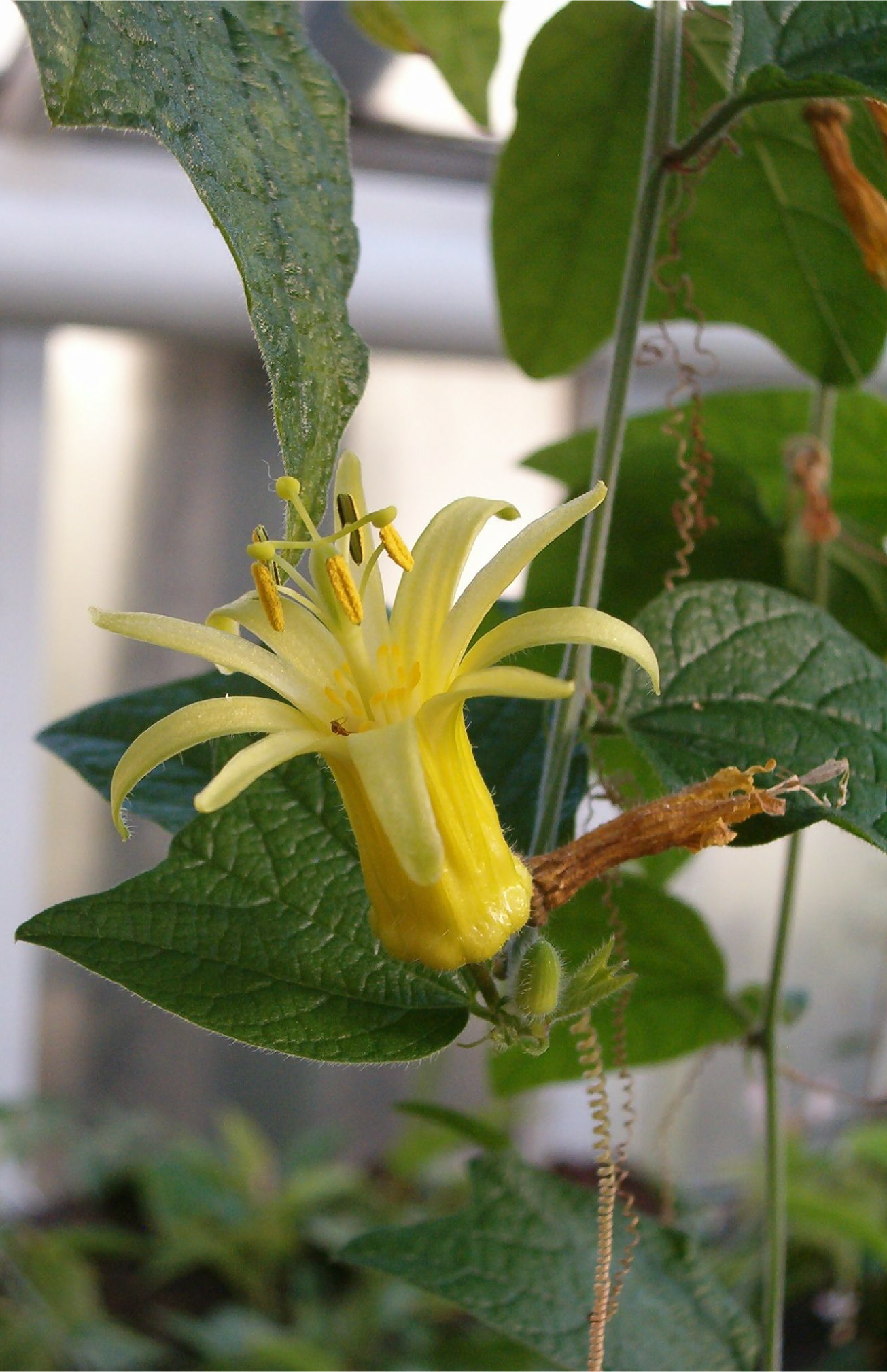
Passiflora citrina[англ.]